# مكعب المرق
مكعب المرق (بالإنجليزية: Bouillon cube)‏ هو عبارة عن مكعب صغير يحوي في داخله مرقة مجففة، يبلغ عرضه حوالي 13 مم (1⁄2 بوصة). عادة ما يكون مصنوعا من الخضروات المجففة ومرق اللحم وجزء صغير من الدهون والملح وغلوتامات أحادي الصوديوم والتوابل على شكل مكعب صغير، ويكون مصنوعاوأيضاً من أنواع نباتية. يتوفر المرق أيضًا في شكل حُبَيْبٍي أو مسحوق أو سائل. يُستخدم أثناء طبخ العديد من الماكولات الشرقية والأرز.